# Менгони, Марко
Марко Менгони (итал. Marco Mengoni; род. 25 декабря 1988, Рончильоне, Италия) — итальянский автор-исполнитель, актёр дубляжа.
Победитель итальянской версии шоу талантов «X Factor» в 2009 году. Обладатель премии MTV Europe Music Award лучшему европейскому исполнителю в 2010 году. Победитель фестиваля итальянской музыки в Сан-Ремо в 2013 и в 2023 годах. Представитель Италии на конкурсе песни «Евровидение 2013» с песней «L'essenziale» и на конкурсе песни «Евровидение 2023» с песней «Due vite».

## Биография

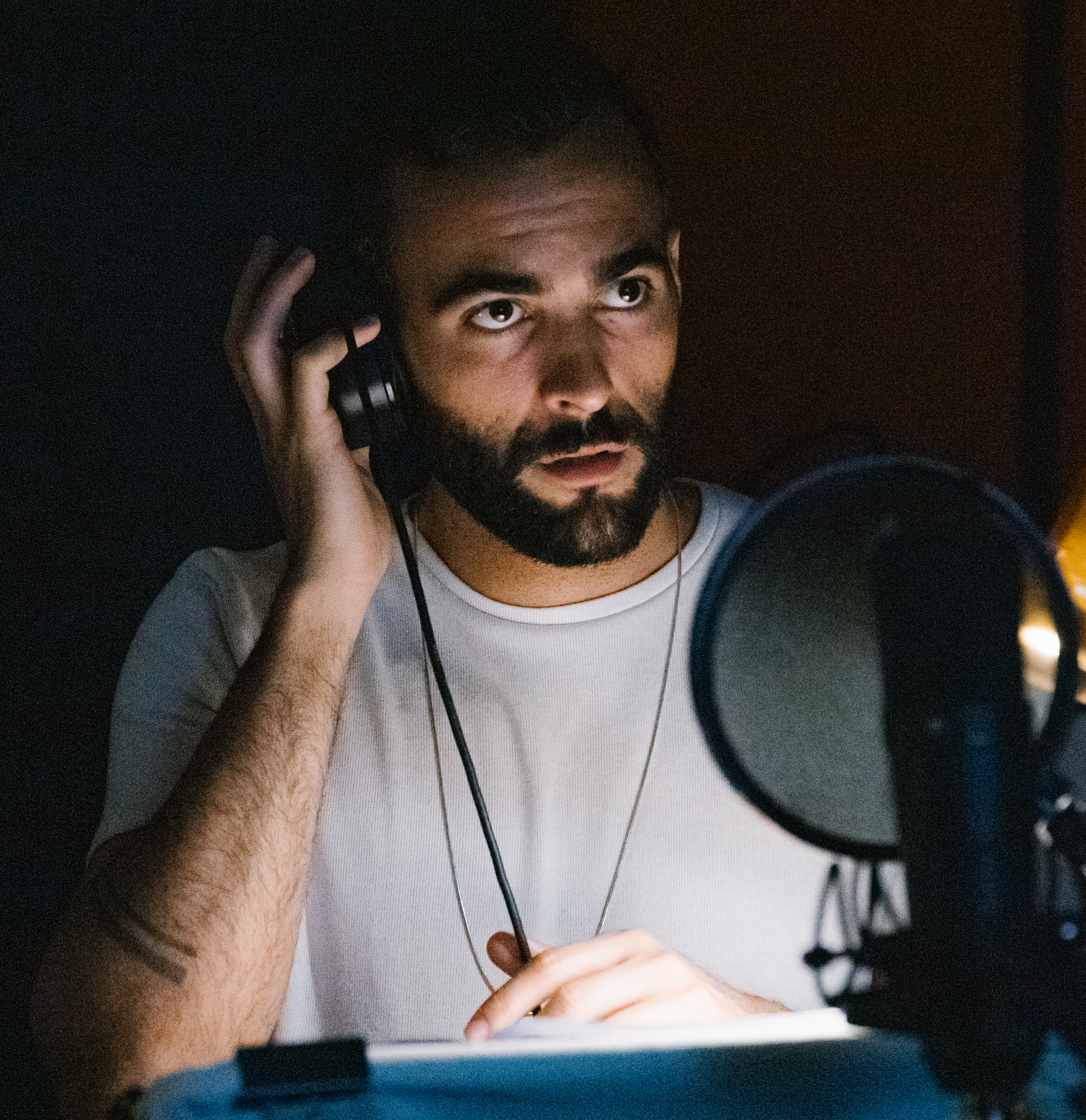
В 2019 году в качестве актёра дубляжа

Родился 25 декабря 1988 года в небольшом городке Рончильоне (провинция Витербо, регион Лацио). Марко единственный сын Нади и Маурицио Менгони. Много лет занимался вокалом в школе пения, учился у Барбары Джилони. Начал профессионально петь в 14 лет. С 16 лет Менгони организовал собственную группу, с которой играл в клубах, исполняя кавер-версии текущих хитов. Вскоре он встретился с музыкантами и продюсерами, образовавшими его первую настоящую команду. У Марко есть диплом в области промышленного дизайна. Сразу после его получения он переехал в Рим, где поступил на факультет языкознания, но проучился год.

### X Factor и первый EP «Dove si vola»
В 2009 году в возрасте 20-ти лет был выбран в команду Моргана на проект X Factor. В ходе программы исполнил множество песен известных исполнителей. В финальной части программы Марко исполнял песню «Oggi Sono Io» в дуэте с Алексом Бритти. Живые выступления каждого шоу имеются в ITunes Music Store.
2 декабря 2009 года вышел в финал и выиграл шоу талантов. Призом был контракт с звукозаписывающей компанией Sony Music на сумму € 300,000, а также участие в фестивале Сан-Ремо.
4 декабря 2009 года выходит первый EP «Dove si vola». Помимо пяти песен, исполнявшихся ранее на проекте, в альбом вошли две новые песни Dove si vola и Lontanissimi da te, написанные вместе с Пьеро и Массимо Калабрезе, а также со Стеллой Фабиани. Альбом дебютировал на первом месте в рейтинге самых продаваемых альбомов на iTunes. Продано более 80.000 копий и этот альбом стал первым платиновым в карьере Марко.

### Фестиваль в Сан-Ремо2010 и «Re matto»
За победу в X Factor Марко участвует в 60-м фестивале Сан-Ремо в феврале 2010-го. Он был самым молодым исполнителем в категории «big». Его песню «Credimi ancora» начинают активно крутить на радио. В четвёртый вечер фестиваля, Марко исполнял свою песню с Solis String Quartet.
Но в итоге по мнению критиков и общественности Менгони квалифицировался лишь третьим.
Кроме того, 19 февраля он выпустил свой второй EP «Re matto». По прошествии семи дней после выпуска, альбом обосновался на первой строчке рейтинга FIMI и держится на ней четыре недели. В результате чего «Re Matto» тоже стал платиновым.
1 мая 2010 года в Осимио началось турне в поддержку нового альбома. Оно основано на принципах свободы, поэзии и импровизации. Во время тура Марко работает с несколькими лучшими хореографами и дизайнерами. Всего было проведено 28 концертов до 11 сентября этого же года.
Второй сингл с EP «Re Matto» — Stanco (deeper inside) был выпущен 7 мая 2010. А в субботу, 8 мая 2010, в Генуе, Марко получил приз «Человек года» от TRL Awards MTV и представил свой новый сингл в «живом» исполнении.
28 и 29 мая в Арена ди Верона Марко получает две платиновых награды Wind Music Awards за платиновые альбомы Dove si vola и Re matto.
По окончании тура, 19 октября 2010, Менгони выпускает CD и DVD «Re matto live».
7 ноября 2010 года он получает сразу две престижные музыкальные награды MTV Europe Music Awards: Лучший итальянский артист и Лучший европейский артист. Премия присуждалась в 17-й раз, но впервые в ней первенствовал итальянский артист.
27 мая 2011 года Менгони получает три награды Wind Music Awards за платиновый альбом «Re matto live» и два платиновых сингла Credimi ancora и In un giorno qualunque. Также он выступает с In un giorno qualunque, Questa Notte (Summer Edition) и трибьютом Бобу Марли Could You Be Loved. Помимо этого Марко объявляет две даты своего будущего тура в поддержку нового альбома, это 26 ноября — Милан и 29 ноября — Рим.

### «Solo 2.0»
23 августа 2011 года на своей страничке в facebook Марко объявил, что 2 сентября выйдет новый сингл — Solo (vuelta al ruedo). Песня предваряет выход дебютного полноформатного студийного альбома в карьере Менгони — «Solo 2.0», который поступил в продажу 27 сентября. Альбом дебютировал, как и два предыдущих, на первой строчке самых продаваемых альбомов недели в чарте, составляемом FIMI. Вторым синглом с альбома стала баллада Tanto il resto cambia, а третьим Dall’inferno.
8 ноября 2011 выходит новый альбом Лучо Далла «Questo è amore», содержащий песню, записанную дуэтом с Марко Менгони — Meri Luis.
В январе 2012 Марко занимался дубляжем анимационного 3D-фильма Лоракс, где озвучил персонажа Находкинса (Once-ler). В Италии фильм выходит 1 июня 2012, а пресс-конференция состоялась 9 марта в Риме с участием Марко, Дэнни Де Вито и Зака Эфрона.
20 марта 2012 выходит трибьют-альбом «Il senso… di Alex», выпущенный к десятой годовщине со дня гибели Алекса Барони. В записи приняли участие многие итальянские артисты, в том числе Марко Менгони, который исполнил песню Scrivi qualcosa per me. В том же месяце Марко получает две номинации на награды грядущей церемонии TRL Awards 2012, которая пройдет во Флоренции 5 мая.
После первого тура в поддержку альбома — Solo 2.0 tour, проходившего на спортивных аренах, в апреле 2012 тур возобновится в театрах, а также Марко Менгони впервые выступил с концертом в Швейцарии.

### Победа на Фестивале в Сан-Ремо 2013,#PRONTOACORREREи Конкурс песни Евровидение
13 декабря 2012 Марко подтвердил своё участие в Фестивале в Сан-Ремо в 2013 году с песнями: Bellissimo (написана Джанной Наннини и Pacifico) и L'essenziale (написана самим Менгони вместе с Roberto Casalino и Francesco De Benedittis). На третьем вечере фестиваля Марко исполнил песню Луиджи Тенко Ciao amore ciao. Его исполнение было высоко оценено семьей Тенко, которая поблагодарила Марко через прессу.
16 февраля 2013 Марко был признан победителем Фестиваля Сан-Ремо 2013 с песней L'essenziale.
Во время участия в Фестивале Сан-Ремо Марко Менгони был выбран представлять Италию на конкурсе песни Евровидение, который прошёл в Мальмё, Швеция с 14 по 18 мая 2013, где Марко занял седьмую позицию.
19 марта 2013 вышел его второй студийный альбом #PRONTOACORRERE, продюсером которого стал Michele Canova Iorfida, ранее работавший с Адриано Челентано, Эросом Рамаццотти, Тициано Ферро, Бьяджо Антоначчи и Джованотти.
13 апреля 2013 Марко выступил на концерте Eurovision in Concert в Амстердаме вместе с другими 25 участниками Конкурса песни Евровидение. Впервые в истории участник конкурса от Италии принял участие в данном концерте.
8 мая 2013 в Милане состоялся первый концерт четвёртого концертного тура Марко Менгони L’essenziale tour. Второй концерт был проведен лишь 20 мая в связи с участием Марко в конкурсе Евровидение, на котором он занял седьмое место. Всего же запланировано более 40 концертов до октября 2013.
6 ноября 2013 в итальянских кинотеатрах состоялся показ фильма-концерта #PRONTOACORREREILVIAGGIO, записанного в августе в античном театре Таормины на Сицилии. 12 ноября выходит специальное издание, содержащее студийный альбом #PRONTOACORRERE, его live-версию и DVD с #PRONTOACORREREILVIAGGIO. 3 декабря Марко выпускает #PRONTOACORREREILMIOVIAGGIO, первая итальянская и третья в мире музыкально-интерактивная iBook.

### Parole in circolo 2015
21 ноября 2014 был выпущен сингл Guerriero предваряющий выход нового альбома Parole in circolo (дата выпуска 13.01.2015).

## Стиль и музыкальные влияния
Марко Менгони имеет особенный тембр голоса, определяемый, как правило, как соул с акцентами поп-рока, а многие музыкальные критики называют это «привлекательным мяуканьем». Сам Марко в одном из интервью определил свой стиль, как british/black. Кроме того, певец неоднократно заявлял, что его любимая музыка — британский поп, и наибольшее влияние на него оказали Битлз, Дэвид Боуи, Майкл Джексон и Renato Zero.

## Дискография
Студийные альбомы
- 2011: Solo 2.0
- 2013: #PRONTOACORRERE
- 2015: Parole in circolo
- 2015: Le cose che non ho
- 2018: Atlantico
- 2021: Materia (Terra)
- 2022: Materia (Pelle)
- 2023: Materia (Prisma)

## Концертные туры
- 2010: Re matto tour
- 2011: Solo tour 2.0
- 2012: Tour teatrale
- 2013: L’essenziale Anteprima Tour — L’Essenziale Tour
- 2015: Mengoni Live 2015
- 2016: Mengoni Live 2016

## Фильмография
Дубляж
- 2012 — «Lorax — Il guardiano della foresta» / «Лоракс» — Once-ler
- 2019 — «Il re leone» / «Король Лев (фильм, 2019)» — Simba
- 2019 — «Klaus — I Segreti del Natale» / «Клаус (мультфильм)» — Jesper Johansson

## Премии и номинации
2009 — Победитель и обладатель премии критики X Factor 3.
2012 — Leggio d’oro — Национальная премия дублеров (за озвучку мультфильма Лоракс).
2013 — Победитель Фестиваля в Сан-Ремо.
2015 — Награда от Сената Италии за позитивное влияние на молодежь.
| Музыкальные награды и номинации | Музыкальные награды и номинации          | Музыкальные награды и номинации                 | Музыкальные награды и номинации      | Музыкальные награды и номинации |
| Год                             | Организация                              | Номинируемая работа                             | Премия                               | Результат                       |
| ------------------------------- | ---------------------------------------- | ----------------------------------------------- | ------------------------------------ | ------------------------------- |
| 2010                            | MTV TRL Awards                           | Marco Mengoni                                   | Man of the year                      | Победа                          |
| 2010                            | Wind Music Awards                        | Re matto, Dove si vola                          | Premio CD — Platino                  | Победа                          |
| 2010                            | MTV Europe Music Awards                  | Marco Mengoni                                   | Best Italian Act                     | Победа                          |
| 2010                            | MTV Europe Music Awards                  | Marco Mengoni                                   | Best European Act                    | Победа                          |
| 2011                            | MTV TRL Awards                           | Marco Mengoni                                   | Best Talent Show Artist              | Номинация                       |
| 2011                            | Wind Music Awards                        | Re matto live                                   | Premio CD — Platino                  | Победа                          |
| 2011                            | Wind Music Awards                        | «Credimi ancora», «In un giorno qualunque»      | Premio Online Single Track — Platino | Победа                          |
| 2012                            | Contemporary A Cappella Recording Awards | «Un gioco sporco» by Cluster with Marco Mengoni | Best Professional Original Song      | Номинация                       |
| 2012                            | MTV TRL Awards                           | Marco Mengoni                                   | Super Man                            | Победа                          |
| 2012                            | MTV TRL Awards                           | Marco Mengoni                                   | Best Look                            | Номинация                       |
| 2013                            | Wind Music Awards                        | #PRONTOACORRERE                                 | Premio CD — Platino                  | Победа                          |
| 2013                            | Wind Music Awards                        | L'essenziale                                    | Premio Digital Songs — Multiplatino  | Победа                          |
| 2013                            | MTV Awards                               | Marco Mengoni                                   | Super Man                            | Победа                          |
| 2013                            | MTV Awards                               | Marco Mengoni                                   | Artist Saga                          | Победа                          |
| 2013                            | MTV Awards                               | Marco Mengoni                                   | Best Fan                             | Номинация                       |
| 2013                            | ESC Radio Awards                         | Marco Mengoni                                   | Best Male Artist                     | Победа                          |
| 2013                            | MTV Europe Music Awards                  | Marco Mengoni                                   | Best Italian Act                     | Победа                          |
| 2013                            | MTV Europe Music Awards                  | Marco Mengoni                                   | Europe South Worldwide Act           | Победа                          |
| 2013                            | MTV Europe Music Awards                  | Marco Mengoni                                   | Worldwide Act                        | Номинация                       |
| 2014                            | Nickelodeon Kids' Choice Awards          | Marco Mengoni                                   | Miglior cantante italiano            | Победа                          |
| 2014                            | Music Awards                             | #PRONTOACORRERE — Il viaggio                    | Premio CD Multiplatino               | Победа                          |
| 2014                            | MTV Awards                               | Marco Mengoni                                   | Artist Saga                          | Победа                          |
| 2014                            | MTV Awards                               | Marco Mengoni                                   | Best Fan                             | Победа                          |
| 2014                            | MTV Awards                               | Marco Mengoni                                   | Best Look                            | Победа                          |
| 2014                            | MTV Awards                               | Marco Mengoni                                   | TwitStar                             | Победа                          |
| 2015                            | Wind Music Awards                        | Parole in circolo                               | Premio CD Multiplatino               | Победа                          |
| 2015                            | Wind Music Awards                        | Guerriero                                       | Premio Singolo Multiplatino          | Победа                          |
| 2015                            | MTV Awards                               | Marco Mengoni                                   | Artist Saga                          | Победа                          |
| 2015                            | MTV Awards                               | Marco Mengoni                                   | Superman                             | Победа                          |
| 2015                            | MTV Awards                               | Marco Mengoni                                   | Best Perfomance                      | Победа                          |
| 2015                            | MTV Europe Music Awards                  | Marco Mengoni                                   | Best Italian Act                     | Победа                          |
| 2015                            | MTV Europe Music Awards                  | Marco Mengoni                                   | Best Worldwide Act Europe            | Победа                          |
| 2016                            | Onstage Awards                           | #MengoniLive2015                                | Migliore Tour Italiano TIMYoung      | Номинация                       |
| 2016                            | Onstage Awards                           | Esseri umani                                    | Inno live dell’anno TIMYoung         | Номинация                       |
| 2016                            | Onstage Awards                           | L’esercito                                      | Migliore Fan Base TIMmusic           | Номинация                       |
| 2016                            | Onstage Awards                           | Marco Mengoni                                   | Miglior Look                         | Номинация                       |
| 2016                            | Onstage Awards                           | Marco Mengoni                                   | Best Performer                       | Победа                          |
| 2016                            | Wind Music Awards                        | Io ti aspetto                                   | Premio Singolo Multiplatino          | Победа                          |
| 2016                            | Wind Music Awards                        | Ti ho voluto bene veramente                     | Premio Singolo Multiplatino          | Победа                          |
| 2016                            | Wind Music Awards                        | Le cose che non ho                              | Premio CD Multiplatino               | Победа                          |
| 2016                            | MTV Awards                               | Marco Mengoni                                   | Best Italian Male                    | Победа                          |
| 2016                            | MTV Awards                               | Marco Mengoni                                   | Best Fan                             | Номинация                       |
| 2016                            | MTV Awards                               | Marco Mengoni                                   | Artist Saga                          | Номинация                       |